# ゲイリー・ビーチ
ゲイリー・ビーチ（Gary Beach, 1947年10月10日 - 2018年7月17日）は、アメリカ合衆国の俳優。

## 人物
バージニア州アレクサンドリア出身。
ブロードウェイのミュージカル俳優としてキャリアを築き、2001年には 『プロデューサーズ』 でトニー賞ミュージカル部門最優秀助演男優賞を受賞している。
2018年7月17日、カリフォルニア州パームスプリングスの自邸にて死去した。70歳没。

## 主な出演作品（ブロードウェイ）
- 1776 (1969年 - 1972年)
- Something's Afoot (1976年)
- アニー Annie (1977年 - 1983年)
- 美女と野獣 Beauty and the Beast (1994年)
- プロデューサーズ The Producers (2001年)
  - 映画版 (2005年) にも出演
- ファニー・ガール Funny Girl (benefit concert) (2002年)
- ラ・カージュ・オ・フォール La Cage aux Folles (revival) (2004年)
- レ・ミゼラブル Les Misérables (revival) (2006年 - )